# Mazzebe

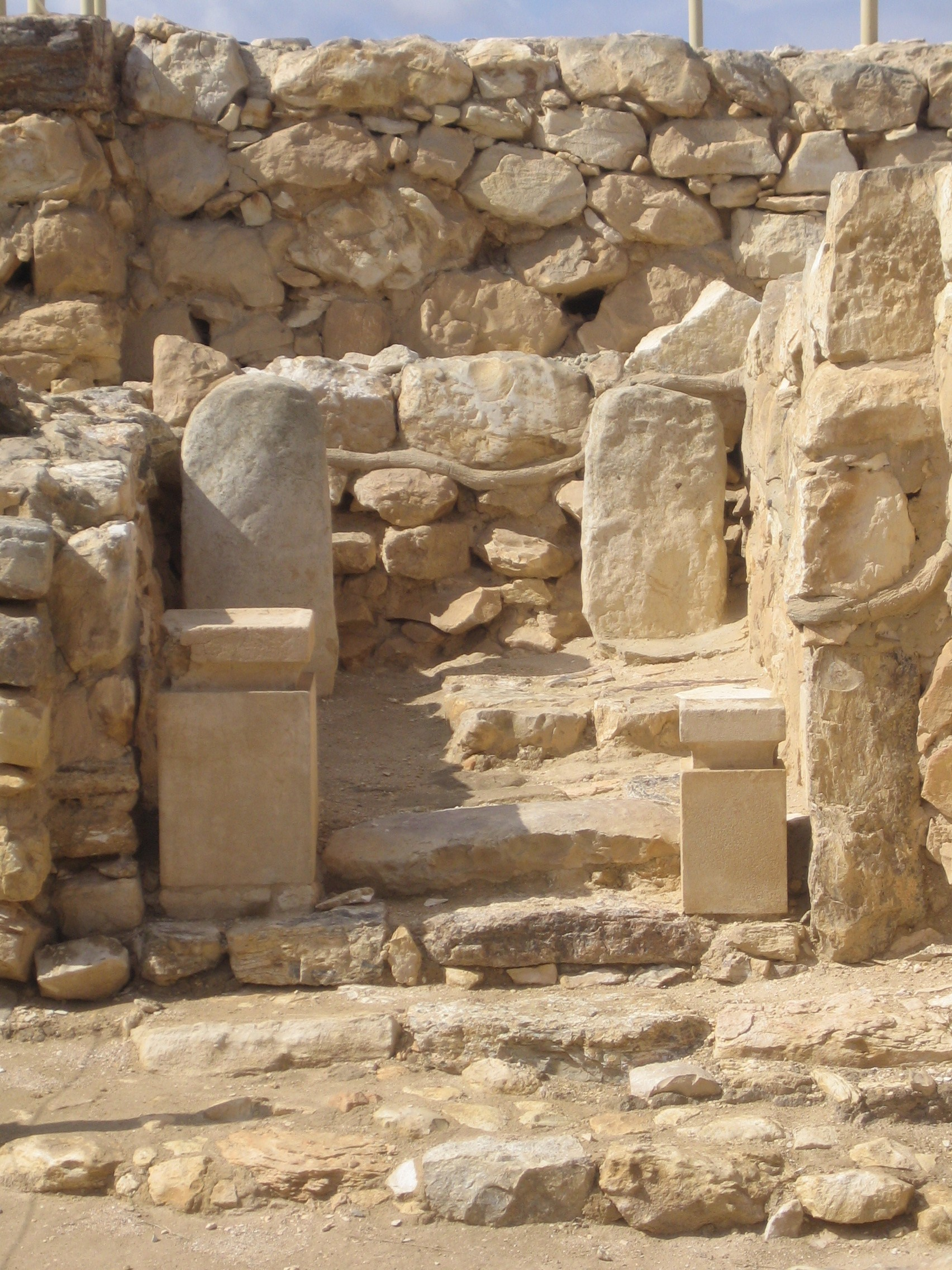
Allerheiligstes (Debir) im JHWH-Tempel von Tel Arad

Als Mazzebe (hebräisch מַצֵּבָה mazzevāh), andere Schreibweise Massebe, wird in der Hebräischen Bibel ein von Menschen aufgerichteter Stein mit religiöser Bedeutung bezeichnet.

## Übersetzungsmöglichkeiten
Der Begriff wird in der revidierten Lutherbibel wie auch der Einheitsübersetzung als „Steinmal“ übersetzt; in der Zürcher Bibel bleibt er im Allgemeinen unübersetzt (im Buch Exodus übersetzt als: „Malstein“). In der antiken griechischen Übersetzung (Septuaginta) wird die Mazzebe fast immer als στήλη „Stele“ wiedergegeben.

## Grabstein
Zu מַצֵּבָה in der Bedeutung „jüdischer Grabstein“ siehe den Hauptartikel: Mazewa.
Beispiele aus der Bibel:
- Stein über dem Grab Rahels an der Straße nach Bethlehem (Gen 35,20 LUT);
- Stein für den kinderlosen Absalom, von ihm selbst errichtet (2 Sam 18,18 LUT).

## Stein als Kultsymbol
Im vorexilischen israelitischen Kult hatten Mazzeben die Funktion, Götter zu repräsentieren. Die israelitische Ausprägung des Steinkults hat sich biblisch wie folgt niedergeschlagen:

### Positive oder neutrale Wertung
Die Erzählung von Jakob und der Himmelsleiter (Gen 28,10–22 ) ist die Ätiologie von Bet-El, dem zentralen Heiligtum des Nordreichs Israel. In einem Traum erfährt Jakob, dass sich genau dort, wo er sich zum Schlafen niedergelegt hat, eine Verbindung zwischen Himmel und Erde befindet. Er hat unwissentlich an einem heiligen Ort sein Nachtlager aufgeschlagen. Jakob reagiert entsprechend und stellt den (offenbar kleinen) Stein, auf dem sein Kopf ruhte, als Mazzebe auf. Durch Salbung mit Öl sondert er den Stein aus dem profanen Bereich aus und übereignet ihn der Gottheit.
Im Kontext der Jakobsgeschichte ist die kultische Bedeutung des aufgestellten Steins verblasst, für den Erzähler ist der Stein ein Erinnerungszeichen für Gottes Treue. In früherer Zeit war die Mazzebe das Zentrum des Heiligtums Bet-El, sie vergegenwärtigte JHWH (oder El). Über ihre Größe und ihre Positionierung im Heiligtum ist nichts bekannt. Sie hatte aber ihre Parallele im JHWH-Heiligtum von Tel Arad: „Im eisenzeitlichen Tempel von Arad hat man eine bzw. mehrere Mazzeben im Allerheiligsten gefunden. Hier spricht der Standort dafür, daß die Steine die Funktion eines Gottesbildes hatten.“ Das Lachisch-Relief zeigt ebenfalls, dass es im vorexilischen JHWH-Kult Masseben gab.

### Negative Wertung

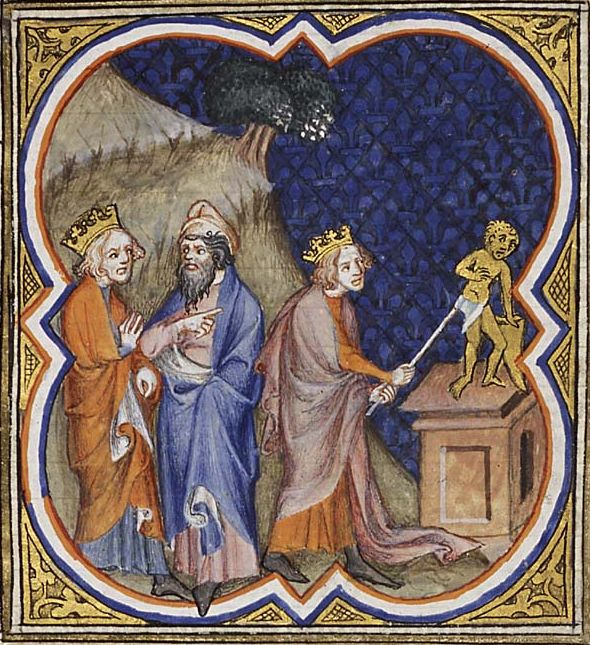
Asa zerstört die Mazzeben., Petrus Comestor, Bible Historiale (1372)

Grundlegend ist Dtn 16,22 : JHWH hasst Mazzeben. Darum ist ihre Aufstellung verboten.
(Ein anderes Textverständnis liegt – nur – der Einheitsübersetzung zugrunde: „Du sollst kein Steinmal von der Art errichten, die der HERR, dein Gott, hasst.“ Dies lässt Raum für die Annahme, es könnte Mazzeben gegeben haben, die im JHWH-Kult toleriert wurden, entsprechend dem archäologischen Befund aus Arad.)
Im 1. und 2. Buch der Könige werden Mazzeben als illegitime Kultsymbole betrachtet. Ob ein König negativ oder positiv bewertet wird, macht sich unter anderem daran fest, ob er Mazzeben errichtete oder sie niederreißen ließ. Ein Beispiel ist König Joram von Israel: er entfernte die Mazzebe des Baal, die sein Vater Ahab aufgestellt hatte (2 Kön 3,2 ). Nun hatte Ahab aber nach 1 Kön 16,30–32  dem Baal einen Altar geweiht. Hier zeigt sich die Hand des Deuteronomistischen Geschichtsschreibers: er ersetzte Altar durch Mazzebe, um einen klaren Bezug zu Dtn 16,22 herzustellen: Joram hat ein Gebot der Tora umgesetzt.

## Stein als Vertragszeichen und Landmarkierung
In Gen 31,44–52  wird erzählt, dass Jakob und Laban einen Vertrag schließen und eine Mazzebe zusammen mit einem Steinhaufen zur Erinnerung an diesen Rechtsakt errichtet wird. Wenn beim Vertragsschluss Gott als Zeuge aufgerufen wird (V. 50), Steinhaufen und Mazzebe aber ebenfalls als Zeugen aufgerufen werden (V.51-52), so sind diese beiden Steinmale – jedenfalls für die biblische Figur Laban – Gott gleichwertig.
In Ex 24,4  wird von Mose erzählt, dass er zur Erinnerung an den Bund Israels mit JHWH zwölf Mazzeben aufstellte. Diese Steine repräsentieren die zwölf Stämme, das ganze Volk Israel. Sie haben beim Bundesritual am Sinai eine ähnliche Funktion wie die zwölf Edelsteine auf der Brusttasche (Choschen) des Hohenpriesters, auf denen die Namen der Stämme eingraviert waren. Auf diese Weise soll das ganze Volk im Ritual präsent sein. Da die Mazzeben im Fortgang der Erzählung nicht mehr erwähnt werden, erwägt Christoph Dohmen, eine Deutung des Abraham ibn Esra aufgreifend, ob Mose aus den zwölf Mazzeben den Altar baute (ähnlich wie dies von Elija berichtet wird, 1 Kön 18,31–32 ).
Durch das Buch Josua zieht sich eine Linie von denkmalhaften Steinsetzungen, an denen sich wichtige Stationen der Landnahme der Israeliten erinnern lassen. „Alle diese bewussten Steinplazierungen zeigen, dass mit ihnen die Landschaft gestaltet und als Geschichts-Erinnerungslandschaft inszeniert wird.“